# لیبوتشانی
لیبوتشانی (به چکی: Libočany) یک منطقهٔ مسکونی در جمهوری چک است که در ناحیه لوونی واقع شده‌است. لیبوتشانی ۵۲۳ نفر جمعیت دارد.